# 池田遙邨
池田 遙邨（いけだ ようそん、1895年（明治28年）11月1日 - 1988年（昭和63年）9月26日）は、倉敷市出身の日本画家。本名は池田 昇一。長男は同じく画家の池田道夫。

## 経歴
岡山県浅口郡乙島村（現・倉敷市玉島乙島）に生まれる。紡績会社の技師であった父親の転勤に伴い大阪市に転居。幼少より画才があり、1910年（明治43年）大阪の松原三五郎が主宰する天彩画塾に入門し洋画を学ぶ。1914年（大正3年）第8回文展に水彩画「みなとの曇り日」が入選する。わずか18歳での入選が話題となり天才少年画家として名声を得る。
1919年（大正8年）京都市に移り竹内栖鳳の画塾・竹杖会に入門し日本画に転向する。同年に第1回帝展に｢南郷の八月｣が入選。この頃はエドヴァルド・ムンクに傾倒し1923年（大正12年）関東大震災の惨状を描いた洋画風の「災禍の跡」を帝展に出展するが落選。一旦は倉敷に帰郷し、しばらく寺に隠って画作の研究を行う。1926年（大正15年）京都市立絵画専門学校研究科（現・京都市立芸術大学）を卒業。1928年（昭和3年）第9回帝展にて｢雪の大阪｣が、1930年（昭和5年
第11回帝展で｢烏城｣が、それぞれ特選となる。
1936年（昭和11年）より1949年（昭和24年）まで京都市立絵画専門学校（現・京都市立芸術大学）助教授をつとめる。1953年（昭和28年）に画塾・青塔社を主宰する。1960年（昭和35年）「波」で日本芸術院賞を受賞。1976年（昭和51年）日本芸術院会員に選任される。
1984年（昭和59年）文化功労者として表彰される。1986年（昭和61年）倉敷市名誉市民となる。1987年（昭和62年）文化勲章を受章する。翌1988年（昭和63年）急性心不全のため京都市にて死去、享年92。
若年より歌川広重に傾倒した。法被姿で広重の足跡を辿り、東海道五十三次を3度も旅した。生涯、自然と旅を愛し全国を旅して回った。晩年は種田山頭火に傾倒し、山頭火の俳句をモチーフに画作を行い、山頭火の姿で旅をした。